# Ватман, Семён Викторович
Семён Ви́кторович Ва́тман (религиозное имя Сутапа Дас; род. 1959) — российский религиовед и переводчик. Кандидат философских наук (2002). В 1990-е годы — религиозный деятель Международного общества сознания Кришны.

## Семья
Дед по отцу — Семён Давыдович Ватман (1905—1941), инженер-металлург, доктор технических наук, профессор, автор книги «Лом чёрных металлов в СССР» (М., 1941). До начала Великой Отечественной войны жил в Харькове В войну — старший лейтенант, командир огневого взвода, в 1941 году во время выхода из окружения пропал без вести. Бабушка по отцу — Мария Юльевна Долинская (1906—1977). Прабабушка по отцу — Рахиль Исаковна Ватман. Родители: Виктор Семёнович Ватман (1932—1985) и Лариса Петровна Ватман (Лисовская; 1931—2018).

## Образование и научная деятельность
В 1986 году окончил архитектурный факультет Ленинградского инженерно-строительного института по специальности «архитектура». В 2002 году Санкт-Петербургском государственном университете под научным руководством доктора философских наук, профессора Е. А. Торчинова защитил диссертацию на соискание учёной степени кандидата философских наук по теме «Философско-теологическая система бенгальского вайшнавизма (на основе произведений Дживы Госвами, Кришнадасы Кавираджи и Баладевы Видьябхушаны)» (специальность 09.00.13 — «религиоведение, философская антропология, философия культуры»). С сентября 2005 года — старший преподаватель, а с февраля 2009 года — доцент кафедры философии и социологии Санкт-Петербургского государственного университета культуры и искусств.
По данным на 2017 год работает над диссертацией на соискание учёной степени доктора философских наук по теме «Рецепция мистического опыта в бенгальском вишнуизме XVI—XVIII вв.».

## Религиозная деятельность
В 1990 году занялся деятельностью, связанной с Международным обществом сознания Кришны (ИСККОН). Является учеником гуру ИСККОН Прабхавишну Свами. В 1990-е годы являлся одним «из активных деятелей кришнаизма в Санкт-Петербурге». Возглавлял первую российскую гурукулу (ведическую духовную школу) и центр общественных связей ИСККОН в Санкт-Петербурге, был председателем совета Санкт-Петербургской общины ИСККОН.

## Отзывы

### Положительные
В 2004 году в интервью интернет-изданию Портал-Credo.Ru религиовед С. И. Иваненко, отвечая на вопрос о впечатлениях от докладов членов Центра обществ сознания Кришны в России представленных на секцию «Религиоведение» XXXVII Всемирного конгресса востоковедов, проходившего в Москве 16—21 августа, отметил, что ему «понравилось также выступление представителя Санкт-Петербурга канд. филос. наук Семёна Викторовича Ватмана по истории бенгальского вайшнавизма (течение в индуизме, к которому относится ОСК)», который, по его мнению, «показал и глубокое знание источников, и понимание тех тенденций, которые существуют в современном востоковедении, и умение их осмысливать в русле научной парадигмы». В 2006 году в статье опубликованной в кришнаитском журнале «Вайшнавизм: открытый форум» Иваненко высказал мнение, что «с редкой научной обстоятельностью и добросовестностью, ссылками на источники и подробной аргументацией» в книге «Бенгальский вайшнавизм» Ватман изложил мысль о том, что «есть серьёзные доводы в пользу того, что, следуя монотеистической традиции в рамках сампрадаи гаудия-вайшнавов, МОСК выражает одну из магистральных тенденций в ортодоксальном индуизме, которая созвучна духовно-нравственным озарениям библейских пророков». Согласно видео-обзору книги, автор работы ставится в один ряд с такими известными вайшнавскими учеными, как Бхактивинода Тхакур и Баладева Видьябхушан, благодаря своему значимому вкладу в теологические исследования гаудия-вайшнавизма.

### Критические
В 2009 году религиовед Е. Э. Дерягина отмечала, что «представители западного и российского вайшнавизма в самостоятельных, в том числе и научных, исследованиях обосновывают традиционный характер существующих вне Индии общин» и указывает на то, что «в современной российской науке подобный же характер носят исследования апологетов вайшнавизма: кандидатов философских наук С. В. Ватмана (Сутапа Дас) и А. С. Тимощука (Абхинанда прабху)».

## Научные труды

### Диссертации
- Философско-теологическая система бенгальского вайшнавизма : На основе произведений Дживы Госвами, Кришнадасы Кавираджи и Баладевы Видьябхушаны / диссертация ... кандидата философских наук : 09.00.13. — СПб.: СПбГУ, 2002. — 301 с.

### Индийская философия. Энциклопедия
- Баладева Видьябхушана // Индийская философия: Энциклопедия / Отв. ред. М. Т. Степанянц; Ин-т философии РАН. — М.: Издательская фирма «Восточная литература» РАН, Академический проект, Гаудеамус, 2009. — С. 138—142. — 952 с. — (Summa). — 3000 экз. — ISBN 978-5-02-036357-1, ISBN 978-5-8291-1163-2, ISBN 978-5-98426-073-2.
- Бенгальский вишнуизм // Индийская философия: Энциклопедия / Отв. ред. М. Т. Степанянц; Ин-т философии РАН. — М.: Издательская фирма «Восточная литература» РАН, Академический проект, Гаудеамус, 2009. — С. 289—291. — 952 с. — (Summa). — 3000 экз. — ISBN 978-5-02-036357-1, ISBN 978-5-8291-1163-2, ISBN 978-5-98426-073-2.
- Джива Госвами // Индийская философия: Энциклопедия / Отв. ред. М. Т. Степанянц; Ин-т философии РАН. — М.: Издательская фирма «Восточная литература» РАН, Академический проект, Гаудеамус, 2009. — С. 351—354. — 952 с. — (Summa). — 3000 экз. — ISBN 978-5-02-036357-1, ISBN 978-5-8291-1163-2, ISBN 978-5-98426-073-2.
- Чайтанья // Индийская философия: Энциклопедия / Отв. ред. М. Т. Степанянц; Ин-т философии РАН. — М.: Издательская фирма «Восточная литература» РАН, Академический проект, Гаудеамус, 2009. — С. 834—836. — 952 с. — (Summa). — 3000 экз. — ISBN 978-5-02-036357-1, ISBN 978-5-8291-1163-2, ISBN 978-5-98426-073-2.

### Монографии
- Бенгальский вайшнавизм / Под ред. С. В. Пахомова. — СПб.: Издательство СПбГУ, 2005. — 403 с. — ISBN 5-288-03579-2.

### Статьи
- Текст, традиция, опыт // Сакральные тексты в истории культуры. Материалы VII Санкт-Петербургских религиоведческих чтений. — СПб.: Государственный музей истории религии, 1999.
- Современный вайшнашнаизм: история, учение, практика // Жизнь и безопасность. Научно-образовательный аналитический журнал. — 1999. — № 3—4. — С. 553—581.
- Подметальщик на рынке святых имен. Ономатология Бхактивиноды Тхакура // Вестник Санкт-Петербургского университета. Научно-теоретический журнал. Серия 6. Философия. Политология. — СПб.: Издательство СПбГУ, 2001. — Вып. 2, № 14. Архивировано из оригинала 22 марта 2002 года.
- Божественное откровение в качестве основания религиозной мысли // Вторые Торчиновские чтения. Религиоведение и востоковедение. Материалы научной конференции. — СПб.: Издательство СПбГУ, 2005.
- Последователи Шри Чайтаньи в Петербурге // Сборник статей по материалам научно-практической конференции «Россия и Индия: взаимовлияние культур на примере Санкт-Петербурга». — СПб.: Аюрведа Плюс, 2006.
- Об эстетической позиции в межкультурном диалоге // Современные проблемы межкультурных коммуникаций. Сборник статей. Санкт-Петербургский государственный университет культуры и искусств. Труды. — СПб.: СПбГУКИ, 2006. — Т. 172.
- К феноменологии священного события. Опыт сопоставления традиций Востока и Запада // Четвертые Торчиновские чтения. Религиоведение и востоковедение. Материалы научной конференции. — СПб.: Издательство СПбГУ, 2007.
- Религиозный опыт как предмет философского осмысления // Мировая политика и идейные парадигмы эпохи. Сборник статей. — СПб.: Издательство СПбГУКИ, 2008.
- Традиционные индийские сюжеты в спектаклях санкт-петербургской вишнуитской общины // Современные проблемы межкультурных коммуникаций. Сборник статей. Санкт-Петербургский государственный университет культуры и искусств. — СПб.: СПбГУКИ, 2010. — Вып. 4: Восток–Запад. Памяти М. С. Кагана. — С. 378—387. — ISSN 2308-0051. (копия)
- Современный вайшнавизм: история и вероучение // Свобода совести в России: исторический и современный аспекты. Сборник статей. Выпуск 8 / Сост. и общ. ред.: Е. Н. Мельникова, М. И. Одинцов. — Российское объединение исследователей религии. — М., 2010. — С. 5—35. — 398 с. — ISBN 978-5-9902187-1-0.
- Понятие бхакти-расы в бенгальском вишнуизме (англ.) // Вестник Санкт-Петербургского государственного университета культуры и искусств. — СПб.: СПбГУКИ, 2010. — No. 1(5). — P. 157—167. — ISSN 2220-3044.
- Образ олицетворенного женского мирового начала в традициях Запада и Востока // Вестник Санкт-Петербургского государственного университета культуры и искусств. — СПб.: СПбГУКИ, 2011. — № 1(6). — С. 138—150. — ISSN 2220-3044. (копия)
- Образ индийского проповедника Чайтаньи в традиционных текстах // Труды Санкт-Петербургского государственного университета культуры и искусств. — СПб.: СПбГУКИ, 2014. — Т. 203. Живая этика и культура: идеи наследия семьи Рерихов в нашей жизни. — С. 367—377. — ISSN 2308-0051. Архивировано 1 июля 2016 года. (копия 1), копия 2
- Понятие бхакти в текстах традиционных вишнуитских мыслителей // Вестник Санкт-Петербургского государственного университета культуры и искусств. — СПб.: СПбГУКИ, 2015. — № 2(23). — С. 48—57. — ISSN 2220-3044. (копия 1), (копия 2)
- Единство интеллектуальных и художественных составляющих русского символизма: межкафедральный семинар, Санкт-Петербург, СПбГИК, 20 апреля 2015 года // Вестник Санкт-Петербургского государственного университета культуры и искусств. — 2015. — № 2 (23). — С. 181—185. — ISSN 2220-3044. (копия 1, копия 2)
- Мистический опыт и его интерпретации: проблемы исследования (на примере бенгальского вишнуизма) // Вестник Ленинградского государственного университета имени А. С. Пушкина. Философия. — Пушкин: ЛГУ имени А. С. Пушкина, 2015. — Т. 2, № 2. — С. 250—261. (копия)
- Философия искусства Вячеслава Иванова: диалектика падения и апофеоза // Вестник Санкт-Петербургского государственного университета культуры и искусств. — СПб.: СПбГУКИ, 2015. — № 3(24). — С. 140—151. — ISSN 2220-3044. (копия 1), (копия 2)
- Рецепция мистического опыта в бенгальском вишнуизме XVI–XVIII вв. как предмет научного исследования // Вестник Ленинградского государственного университета имени А. С. Пушкина. Философия. — Пушкин: ЛГУ имени А. С. Пушкина, 2015. — Т. 2, № 4. — С. 212—225. (копия)
- К исследованию понятия символа в философии культуры Андрея Белого // Вестник Санкт-Петербургского государственного университета культуры и искусств. — СПб.: СПбГУКИ, 2016. — № 1 (26). — С. 48—53. — ISSN 2220-3044. (копия 1), (копия 2)
- Взаимосвязь мистического и эстетического в религиозной культуре Индии: к постановке проблемы // Вестник Санкт-Петербургского государственного университета культуры и искусств. — СПб.: СПбГУКИ, 2016. — № 2 (27). — С. 69—72. — ISSN 2220-3044.
- Искусство, культура и "опыт реальнейшего" в метафизике Вяч. Иванова // Вестник Санкт-Петербургского государственного института культуры. — СПб.: СПбГИК, 2019. — № 2 (39). — С. 63–68.
- Метафизика духовной любви в вишнуитском трактате "Уджжвала-ниламани" // Вестник Санкт-Петербургского государственного института культуры. — СПб.: СПбГИК, 2019. — № 3 (40). — С. 22–27.
- Философское значение садхана как категории традиционной индийской культуры // Вестник Ленинградского государственного университета имени А. С. Пушкина. — Пушкин: ЛГУ имени А. С. Пушкина, 2020. — № 3. — С. 40–58.
- Философская проблематика символа и значение понятия "эмблема" в философии культуры Андрея Белого // Общество: философия, история, культура. — 2020. — № 9 (77). — С. 35–43.

### Переводы
- Баладева Видьябхушана. Брахма-сутра-говинда-бхашья (Пояснения Говинды к «Брахма-сутрам») // Свет дхармы: Антология традиционной индийской философии / Сост., вступ. ст., общ. ред. С. В. Пахомов. — СПб.: «Амфора», Петроглиф, 2013. — С. 464—508. — 576 с. — 3000 экз. — ISBN 978-5-367-02823-2, ISBN 978-5-4357-0221-7. (перевод с санскрита и комментарии)
- От переводчика // Свет дхармы: Антология традиционной индийской философии / Сост., вступ. ст., общ. ред. С. В. Пахомов. — СПб.: «Амфора», Петроглиф, 2013. — С. 459—464. — 576 с. — 3000 экз. — ISBN 978-5-367-02823-2, ISBN 978-5-4357-0221-7.

## Публицистика
- Вайшнавы и русская культура в XVII-XIX вв. // Вайшнавизм: открытый форум. — М.: Центр обществ сознания Кришны в России, 1997. — № 1. — ISSN 2412-8325.
- Православие и вайшнавизм // Вайшнавизм: открытый форум. — М.: Центр обществ сознания Кришны в России, 2015. — № 5. — С. 136—148. — ISSN 2412-8325.
- Откровение и разум в православии и вайшнавизме // Вайшнавизм: открытый форум. — М.: Центр обществ сознания Кришны в России, 2016. — № 6. — ISSN 2412-8325.